# Черняевское сельское поселение (Хабаровский край)
Черняевское се́льское поселе́ние — муниципальное образование в районе имени Лазо Хабаровского края Российской Федерации. Образовано в 2004 году.
Административный центр — село Черняево.

## Население
| 2010  | 2011  | 2012  | 2013  | 2014  | 2015  | 2016  |
| ----- | ----- | ----- | ----- | ----- | ----- | ----- |
| 1731  | ↘1729 | ↘1672 | ↘1620 | ↘1555 | ↘1510 | ↘1495 |
| 2017  | 2018  | 2019  | 2020  | 2021  |       |       |
| ↘1490 | ↘1465 | ↘1450 | ↘1433 | ↘1405 |       |       |

## Населённые пункты
В состав поселения входят 4 населённых пункта:
| № | Населённый пункт | Тип  | Население |
| - | ---------------- | ---- | --------- |
| 1 | Аргунское        | село | ↗10       |
| 2 | Киинск           | село | ↘435      |
| 3 | Невельское       | село | ↘67       |
| 4 | Черняево         | село | ↘893      |